# Лудека (король Мерсії)
Лудека (Ludeca; ? — 827) — король Мерсії у 826—827 роках.

## Життєпис
Походив з військової аристократії. Про батьків та дату народження нічого невідомо. Вперше про нього згадано в часи панування короля Беорнвульфа. Тоді Лудека обіймав посаду дукса.
У 826 році після загибелі Беорнвульфа під час придушення повстання у Східній Англії Лудека було оголошено новим королем. Королювання було короткочасним, збереглося лише декілька срібних монет з ім'ям цього володаря.
Він продовжив військову кампанію проти Східної Англії, але також зазнав поразки й загинув. Королівство Східна Англія остаточно стало незалежною від Мерсії. Новим королем Мерсії став родич Беорнвульфа — Віглаф.